# Bitka kod Požege 1689.
Bitka kod Požege odnosno bitka na Sokolovcu, bitka hrvatskih snaga protiv osmanskih snaga. Odvila se je na padinama brda Sokolovca kod Požege. Dne 12. ožujka godine 1689. na dan sv. Grgura fra Luka Ibrišimović Sokol je s narodnom vojskom iznenadnim noćnim udarom razbio nadmoćniju osmansku vojsku koju je vodio Bršljanović-aga i protjero Osmanlije iz požeškog kraja. Zbog tih zasluga car Leopold mu je dao nadimak Sokol. Tako je prekinuta stopedeset godišnja osmanska okupacija Požege.
U spomen na tu veliku hrvatsku pobjedu u bitci Požežani od starina svake godine na Grgurevo (starinsko Grgurevo,  blagdan je poslije prebačen na 3. rujna) održavaju svečanosti u gradu i Požeškom vinogorju. Pucanjem iz mužara i veseljem se podsjeća na ovaj događaj. Mužarima se puca po požeškom gorju, jer požeški vinogradari na okupu s prijateljima uz vino, pjesmu i veselje "istjeruju Turke". Tradicija proslave Grgureva je zaživjela je u narodu od davnina na predaji i ostala njegovana kroz stoljeća, o čemu na svjedoče brojni rukopisi i dnevnici starih Požežana. Običaj proslave zaštićen je kao kulturna nematerijalna baština. Etnološki, začetak proslave „istjerivanja Turaka“, moguće je u svezi s upravo s blagdanom sv. Grgura kada se u narodu na određeni način slavi zora proljeća, odnosno priroda koja se budi i zaboravlja zima. Luka Ilić Oriovčanin zabilježio je narodnu pjesmu o ovoj pobjedi. Nadnevak ove bitke je ujedno i Dan grada Požege od 2000. godine.